# Лаша Одішарія
Лаша Одішарія (груз. ლაშა ოდიშარია; 23 жовтня 2002) — грузинський футболіст, вінгер клубу РФШ.

## Клубна кар'єра

### РФШ

#### Оренда в «Мерані» Мартвілі
У липні 2020 року футболіст перейшов у тбіліське «Динамо» з клубу «Салхіно». У лютому 2021 року футболіст повернувся у свій минулий клуб на правах орендної угоди, який змінив назву на «Мерані». Перший матч за клуб футболіст зіграв 2 березня 2021 проти клубу «Гагра», вийшовши на заміну на початку другого тайму. Дебютний гол за клуб футболіст забив 16 квітня 2021 року в матчі проти клубу «ВІТ Джорджія». Протягом першої половини сезону футболіст виступав у клубі у ролі гравця заміни, відзначившись своїм єдиним забитим голом. Потім у липні 2021 року повернувся в тбіліське «Динамо», де продовжив виступати за другу команду клубу.

#### Сезон 2022
Новий сезон футболіст починав у складі другої команди клубу, разом із якою продовжив виступати у Третій лізі. У вересні 2022 року футболіст почав підтягуватися до ігор з основною командою динамівців. Дебютний матч за клуб, а так же і в чемпіонаті, футболіст зіграв 2 жовтня 2022 проти кутаїського «Торпедо», вийшовши на заміну на 68 хвилині. Дебютний гол за клуб футболіст забив 6 листопада 2022 року в матчі проти тбіліського «Локомотива». Футболіст швидко зміг закріпитися в основній команді клубу, проте переважно виходив на поле з лави запасних, відзначившись своїм єдиним забитим голом. За підсумком сезону футболіст разом із клубом став переможцем чемпіонату, також ще у складі другої команди клубу завоював золоті медалі Третьої ліги.

#### Сезон 2023
На початку сезону футболіст приєднався до другої команди клубу, разом з якою став виступати у Другій лізі, продовжуючи тренуватися з основною командою. Перший матч у чемпіонаті футболіст зіграв 25 квітня 2023 року проти клубу «Діла», також відзначившись своєю першою результативною передачею. Першим забитим голом футболіст відзначився 5 червня 2023 в матчі проти клубу «Самтредіа». Разом із клубом став володарем Суперкубку Грузії, проте футболіст взяв участь лише у півфінальному матчі. У липні 2023 року футболіст разом із клубом вирушив на кваліфікаційні матчі Ліги чемпіонів УЄФА, звідки вилетіли до кваліфікації Ліги конференцій УЄФА. Перший матч у рамках єврокубкового турніру футболіст зіграв 3 серпня 2023 року проти мальтійського клубу «Хамрун Спартанс», який за сумою двох матчів виявився сильнішим і пройшов у наступний кваліфікаційний раунд. У матчі 28 листопада 2023 проти батумського «Динамо» футболіст відзначився хет-триком з результативних передач. За підсумком сезону футболіст разом із клубом став срібним призером чемпіонату.

### «Динамо» Тбілісі
У січні 2024 року футболіст перейшов до латвійського клубу РФШ. Дебютував за клуб футболіст 2 березня 2024 року в матчі за Суперкубок Латвії, де у серії пенальті поступилися «Ризі». Дебютний матч у чемпіонаті футболіст зіграв 8 березня 2024 проти клубу «Ауда», вийшовши на поле у стартовому складі.

## Виступи за збірні
У вересні 2023 року футболіст отримав виклик у молодіжну збірну Грузії для участі у кваліфікаційних матчах молодіжного чемпіонату Європи. Дебютував за збірну 6 вересня 2023 року в матчі проти збірної Гібралтару, вийшовши на поле у стартовому складі. Дебютний гол за збірну забив 26 березня 2024 року в матчі проти збірної Гібралтару.

## Титули і досягнення
«Динамо» Тбілісі
- Чемпіон Грузії: 2022
- Володар Суперкубку Грузії: 2023

- Переможець Третьої ліги: 2022

«РФШ»
- Володар Кубка Латвії: 2024
- Чемпіон Латвії: 2024
- Володар Суперкубка Латвії: 2025